# Фогерти, Джон
Джон Кэмерон Фогерти (англ. John Cameron Fogerty; 28 мая 1945, Беркли, Калифорния) — американский певец и гитарист; лидер и автор большей части репертуара Creedence Clearwater Revival.

## Биография
Джон Кэмерон Фогерти родился 28 мая 1945 года в Беркли, Калифорния. Родители — Гален Роберт Фогерти (англ. Galen Robert) и его жена Люсиль — воспитывали четверых мальчиков: братьев звали Джим, Дэн, Боб и Том.
Детство и юность Джона прошли в Эль-Серрито, пригороде Сан-Франциско. Свой первый инструмент, гитару Sears Silvertone вместе с усилителем, Джон купил за 80 долларов, а взятый кредит (подписанный мамой) оплатил, разнося газеты. Уединяясь в своей комнате в подвале в мамином доме, он самостоятельно научился играть на инструменте. Часто к нему присоединялся приятель Дуг Клиффорд, который играл на единственном барабане киями, которые остались у него от детского биллиарда. Вскоре в состав вошёл друг Дуга по имени Стю Кук, почти профессионально игравший на фортепиано, а кроме того, был постоянным слушателем местной радиостанции KWBR в Окленде, специализировавшуюся на ритм-энд-блюзе. В 1959 году трое юных музыкантов назвали свою группу Blue Velvets и начали играть на местных вечеринках.

### Creedence Clearwater Revival
После подписания контракта с джаз-лейблом Fantasy в 1965 году группа сменила имя на Golliwogs, выпустила несколько синглов, которые остались незамеченными. В 1966 году Фогерти призвали в вооружённые силы и как резервист Сухопутных войск он в течение полугода проходил службу в гарнизонах Форт-Брэгга, Форт-Нокса и Форт-Ли. В июле 1967 года Фогерти был демобилизован. В том же году группа изменила название на Creedence Clearwater Revival. Начиная с выпуска дебютного (именного) альбома группа стремительно прогрессировала. В 1969 году CCR, выпустив три хит-альбома, были объявлены самой успешной группой мира.
Джон Фогерти, автор всех хитов группы, установил в ней жёсткую дисциплину, в которой мнения остальных участников практически не учитывались. Постепенно это привело к ухудшению отношений внутри группы, уходу из неё Тома Фогерти, а в 1972 году — и к распаду. CCR вошли в историю как одна из величайших рок-групп и оказали огромное влияние на развитие музыки.

## Сольная карьера

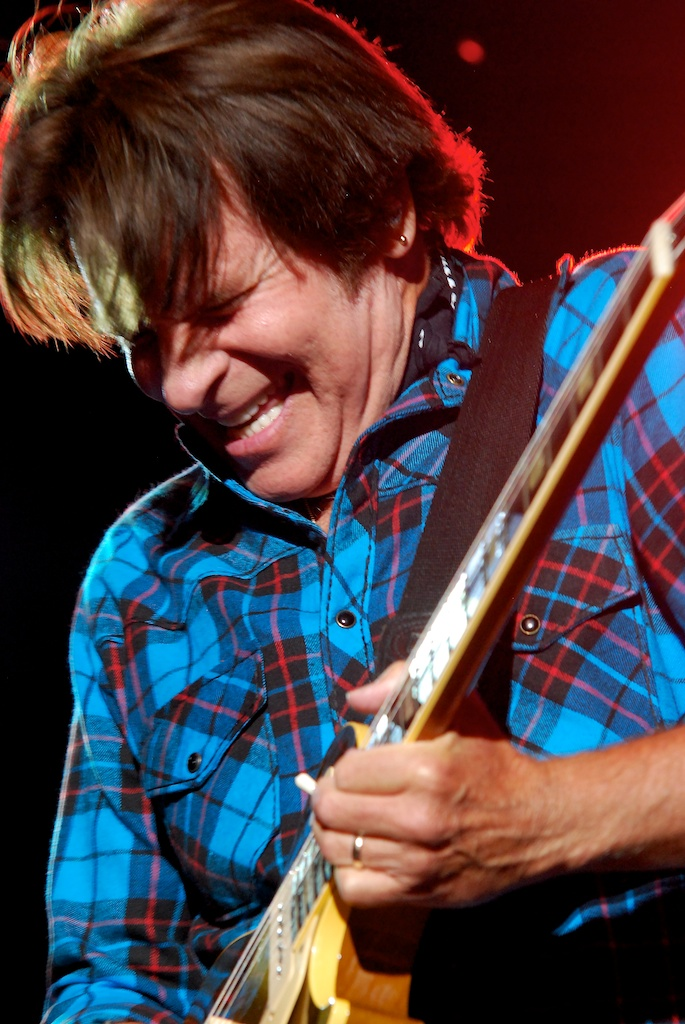
Джон Фогерти в 2011 году

В 1973 году Джон Фогерти начал сольную карьеру под псевдонимом The Blue Ridge Rangers и выпустил одноимённый дебютный альбом, составленный из кавер-версий кантри- и госпел-песен, в котором сам сыграл на всех инструментах. Сингл из него «Jambalaya» (автор — Хэнк Уильямс) вошёл в Toп-40. В конце 1973 года Фогерти под именем тех же The Blue Ridge Rangers выпустил сингл с уже собственными новыми композициями: «You Don’t Owe Me»/«Back in the Hills» (Fantasy F-710). В 1974 году уже под своим именем Фогерти выпустил рок-н-ролльный сингл: «Comin’ Down the Road»/«Ricochet», а в 1975 — сольный альбом John Fogerty.
В 1976 году Фогерти записал альбом Hoodoo, которому предшествовал сингл «You Got The Magic», успеха не имевший. Альбом, для которого уже была отпечатана обложка, оказался отвергнут лейблом Asylum Records перед самой датой релиза. Фогерти позже настоял на уничтожении мастер-тейпа. Позже Фогерти говорил, что до середины 1980-х годов просто не мог создавать музыку.
Карьера Джона Фогерти возобновилась в 1985 году, когда вышел альбом Centerfield, его первый для Warner Bros. Records (куда перешёл его контракт, подписанный с Asylum). Centerfield поднялся на вершину Billboard Top 200 Albums, хитом стал и сингл из него, «The Old Man Down The Road», заглавный трек часто звучал на радио (в классик-рок-формате) и стал популярным бейсбольным гимном. Текст песни «Zanz Kant Danz» был истолкован как оскорбительный выпад в адрес бывшего руководителя Fantasy Records Саула Зейнца и стал предметом длительного судебного разбирательства.

### Выступления в России
- 25 июня 2011 — Казань, Площадь Тысячелетия[5]
- 26 июня 2011 — Москва, Crocus City Hall[6]

## Награды
- Журнал Rolling Stone внёс имя Джона Фогерти в список величайших вокалистов всех времён и народов (#72), а также в список величайших гитаристов всех времён 2003 года (#40). В список величайших гитаристов всех времен 2011 года не включен[7].
- В 1997 году Джон Фогерти получил Грэмми за альбом A Blue Moon Swamp (Best Rock Album)[8].

## Дискография

### Альбомы
1. 1973 — The Blue Ridge Rangers — Fantasy Records
2. 1975 — John Fogerty — Asylum Records
3. 1985 — Centerfield — Warner Bros. Records
4. 1986 — Eye of the Zombie — Warner Bros. Records
5. 1997 — Blue Moon Swamp — Warner Bros. Records
6. 1998 — Premonition (концертный альбом) — Warner Bros. Records
7. 2004 — Deja Vu (All Over Again) — DreamWorks Records
8. 2005 — The Long Road Home — Fantasy Records
9. 2006 — The Long Road Home — In Concert (концертный альбом) — Fantasy Records
10. 2007 — The Best of the Songs of John Fogerty — Hip-O Records
11. 2007 — Revival — Fantasy Records
12. 2009 — The Blue Ridge Rangers Rides Again — Fortunate Son/Verve Forecast Records[9]
13. 2013 — Wrote a Song for Everyone — Vanguard Records

### DVD
1. 1998 — Premonition
2. 2006 — The Long Road Home — In Concert
3. 2007 — Revival — Exclusive Bonus DVD
4. 2009 — The Blue Ridge Rangers Rides Again — Exclusive Bonus DVD
5. 2009 — Comin’ Down the Road[9]